# Pedicellaster atratus
Pedicellaster atratus är en sjöstjärneart som beskrevs av Alcock 1893. Pedicellaster atratus ingår i släktet Pedicellaster och familjen Pedicellasteridae. Inga underarter finns listade i Catalogue of Life.